# 松本大洋
松本 大洋（まつもと たいよう、男性、1967年10月25日 - ）は、日本の漫画家。東京都出身。和光大学人文学部芸術学科中退。
代表作に『鉄コン筋クリート』『ピンポン』など。スポーツや闘いを題材に、男の持つ美学や世界観を独特のタッチで表現している。初期には講談社『モーニング』で活動するも人気が出ず、小学館『ビッグコミックスピリッツ』に移って以降評価を受けるようになった。
実母は詩人の工藤直子。妻は漫画家の冬野さほで、冬野はしばしば松本のアシスタントもしている。従弟の井上三太も漫画家。

## 経歴
小学校から高校までは、サッカー部に所属するスポーツ少年だった。小学校時代に、児童養護施設で過ごしている。高校2年のとき、漫画の愛読者だった母の勧めで大友克洋と吉田秋生の作品を読み、特に大友の『童夢』に衝撃を受ける。大学から従弟の井上三太の影響もあり漫画研究会に所属し、18歳で初めて漫画を描く。当時『モーニング』に描いていた土田世紀に憧れ、2本目に描いた作品で講談社に持ち込みを行う。
1987年、『それゆけファウルズ』が『モーニング パーティ増刊』に掲載。また、『STRAIGHT』が四季賞準入選を受賞し『月刊アフタヌーン』増刊号に掲載され、漫画家としてデビューを飾る。当時、自身を天才だと思っており、そのまま大学もバイトも辞めているが、後で自作品がほかと比べてお粗末なことに気付き、自分の勘違いを知ったという。
同時期のデビューで敵わないと思った漫画家に若林健次、山田芳裕、タナカカツキがいたという。受賞をきっかけにすぐに大学を辞め、『アフタヌーンシーズン増刊』他で短編作品を発表したのち、1988年より『モーニング』にて野球を題材にした作品『STRAIGHT』を連載。しかし単行本2巻までで打ち切りとなる。
その後、1年ほどの空白期間を経て小学館から声がかかり、担当編集者に話を通した後に移籍。1990年より『ビッグコミックスピリッツ』にて『ZERO』、1991年より『花男』、1993年より『鉄コン筋クリート』、1997年より『ピンポン』を連載。また、『鉄コン筋クリート』終了後、劇団黒テントからの依頼で上演用の漫画作品『花』を執筆。2000年にも同劇団に戯曲『メザスヒカリノサキニアルモノ若しくはパラダイス』を提供。この作品は2001年の第45回岸田國士戯曲賞候補となった。
『ピンポン』から3年を経た2001年、長編描き下ろし作品『GOGOモンスター』を刊行。1998年11月から2000年9月まで約2年を費やして450ページが描かれ、祖父江慎のデザインによる箱入りハードカバーで刊行された。この作品で2001年、第30回日本漫画家協会賞特別賞を受賞。
2001年11月より、小学館からの新雑誌『スピリッツ増刊 IKKI』（後に独立して『月刊IKKI』となる）の看板作家として『ナンバーファイブ 吾』を連載。のちの『IKKI』編集長江上英樹は『IKKI』に松本を起用したことについて、「『ガロ』が白土三平、『COM』が手塚治虫を擁したのと同じ意味合いで、彼の存在は、この増刊号に不可欠なものと言えた」と振り返っている。
2006年、和光大学漫画研究会の先輩であり、デビュー以来しばしば松本のアシスタントもしていた永福一成を原作者とする時代劇作品『竹光侍』を『ビッグコミックスピリッツ』にて連載開始。同作品で2007年に第11回文化庁メディア芸術祭マンガ部門優秀賞を、2011年に第15回手塚治虫文化賞マンガ大賞を受賞した。
2010年12月から、『月刊IKKI』にて最新作『Sunny』の連載が始まった。著者の実体験をベースに描かれており、「少年期の落とし前となるような大事な作品」と語られる1作である。2015年に完結した。
2014年、谷川俊太郎が文、松本が絵を担当した絵本『かないくん』を出版。
2016年、『ビッグコミックオリジナル』にて『ルーヴルの猫』を連載開始。
2017年、松本の実母であるくどうなおこが文、松本が絵を担当した絵本『「いる」じゃん』を出版。
2019年、『ビッグコミックオリジナル増刊』にて『東京ヒゴロ』を連載開始。2020年、『ビッグコミックスペリオール』にて『むかしのはなし』を連載開始。2025年、『東京ヒゴロ』がアイズナー賞で最優秀アジア作品賞を受賞した。
作品ではスポーツを扱った作品が多く、いずれゴルフ漫画を執筆したいと語っている。インタビュー以外でメディアに露出することは極めて稀であるが、『STRAIGHT』の帯や、画集『松本大洋+ニコラ・ド・クレシー』で本人の姿を確認することができ、谷川俊太郎との共作関連でテレビにも出演している。パソコンなどの電子機器は所有していないが、電子書籍には興味があると語っている。

## 絵柄
絵柄は作品によって大胆に変えられており、初期の『STRAIGHT』や『点&面』では、顔を記号的に省略した人物が登場し、望月峯太郎に影響を受けたようなタッチが見られる。当時から線にはこだわりを持っていた。構図では魚眼レンズで写したような、空間の広がりを極端に強調したアングルが多かったが、『GOGOモンスター』以降の作品ではこのような手法は使われていない。
画面構成については、『ZERO』が明暗を強調しているのに対し、『花男』ではバンドデシネの影響を受けて明るいタッチのデフォルメされた絵柄が用いられ、『鉄コン筋クリート』では白黒のメリハリが利いたイラスト的なタッチ（フランク・ミラーの影響が強いという）、『ピンポン』では細い線を使った黒味の少ないタッチ、『花』ではトーンを使わない黒っぽいタッチ、『竹光侍』では時代劇の雰囲気に合わせて画用紙を使い、スクリーントーンの代わりに薄めた墨が用いられている。
なお、作品では女性キャラクターが登場することが極めて少ないが、これは女の子を描くことだけは苦手だからであり、それ以上の意味は特にないという。
しかしそれは過去の発言であって、Sunnyからは冬野さほの作画協力も得て多くの女性や少女が登場してる。
画材は一貫してミリペンを使用。絵は枠線などを除いてフリーハンドで描かれており、建物などを描く場合でも定規は使われていない。ただし、デビュー作の『STRAIGHT』の途中まではGペンで描かれている。ミリペンに替えた理由は使いこなせないからだったと話す。

## 作品リスト
『STRAIGHT』『点&面』を除き、漫画作品はすべてA5判で刊行されている。

### 連載作品
| 題名                          | 開始   | 終了   | 出版社 | 掲載誌                       | 刊行情報                                              |
| ----------------------------- | ------ | ------ | ------ | ---------------------------- | ----------------------------------------------------- |
| STRAIGHT（短期連載版）        | 1988年 | 同年   | 講談社 | アフタヌーンシーズン増刊     | 未刊行                                                |
| STRAIGHT                      | 1988年 | 1989年 | 講談社 | 週刊モーニング               | 絶版                                                  |
| 点&面（CAR&EARTH テントメン） | 1990   | 同年   | 講談社 | 週刊モーニング               | 未刊行                                                |
| ZERO                          | 1990   | 1991年 | 小学館 | ビッグコミックスピリッツ     | - A5判単行本全2巻 - B6判単行本全2巻 - 文庫版全1巻     |
| 花男                          | 1991年 | 1992年 | 小学館 | ビッグコミックスピリッツ     | - A5判単行本全3巻 - B6判単行本全3巻 - 文庫版全2巻     |
| 鉄コン筋クリート              | 1993年 | 1994年 | 小学館 | ビッグコミックスピリッツ     | - A5判単行本全3巻 - B5判大型単行本全1巻 - 文庫版全3巻 |
| ピンポン                      | 1996年 | 1997年 | 小学館 | ビッグコミックスピリッツ     | - A5判単行本全5巻 - B5判大型単行本全2巻 - 文庫版全3巻 |
| GOGOモンスター                | 2000年 | 同年   | 小学館 | 単行本書き下ろし             | - 単行本全1巻 - 文庫版全1巻                           |
| ナンバーファイブ 吾           | 2000年 | 2005年 | 小学館 | スピリッツ増刊IKKI／月刊IKKI | - A5判単行本全4巻 - B5判大型単行本全8巻 - 文庫版全4巻 |
| 竹光侍                        | 2006年 | 2010年 | 小学館 | ビッグコミックスピリッツ     | - A5判単行本全8巻 - 文庫版全4巻                       |
| Sunny                         | 2010年 | 2015年 | 小学館 | 月刊IKKI                     | A5判単行本全6巻                                       |
| ルーヴルの猫                  | 2016年 | 2017年 | 小学館 | ビッグコミックオリジナル     | A5判単行本全2巻                                       |
| 東京ヒゴロ                    | 2019年 | 2023年 | 小学館 | ビッグコミックオリジナル増刊 | 単行本全3巻                                           |
| むかしのはなし                | 2020年 |        | 小学館 | ビッグコミックスペリオール   |                                                       |

### 短編集
| 題名                    | 発売年 | 出版社         | 刊行情報                                     |
| ----------------------- | ------ | -------------- | -------------------------------------------- |
| 青い春 -松本大洋短編集- | 1993年 | 小学館         | - A5判単行本 - B6判単行本（品切れ） - 文庫版 |
| 日本の兄弟              | 1995年 | マガジンハウス | A5判単行本                                   |

### 画集
| 題名            | 発売年 | 出版社 |
| --------------- | ------ | ------ |
| 100             | 1995年 | 小学館 |
| 101             | 1999年 | 小学館 |
| TAIYOU:自選画集 | 2018年 | 小学館 |

### その他
| 題名 | 発売年 | 出版社         |
| ---- | ------ | -------------- |
| 花   | 2002年 | フリースタイル |

### 短編・コラボレーション作品
| 題名                                 | 初出   | 初出             | 初出                                | 収録                   |
| 題名                                 | 年     | 出版社           | 掲載誌                              | 収録                   |
| ------------------------------------ | ------ | ---------------- | ----------------------------------- | ---------------------- |
| それゆけ! ファウルズ!!               | 1987年 | 講談社           | モーニングパーティー増刊            | 単行本未収録           |
| STRAIGHT（1987年四季賞応募版）       | 1987年 | 講談社           | アフタヌーンシーズン増刊            | 単行本未収録           |
| タイガース時代                       | 1988年 | 講談社           | アフタヌーンシーズン増刊            | 単行本未収録           |
| ベストポジション                     | 1988年 | 講談社           | アフタヌーンシーズン増刊            | 単行本未収録           |
| 子供の頃に見た空は.                  | 1988年 | 偕成社           | コミック・モエ                      | 単行本未収録           |
| オフロードチャンピオンシップを見たぞ | 1989年 | 講談社           | モーニング                          | 単行本未収録           |
| ドラえもん                           | 1996年 | イースト・プレス | COMIC CUE                           | 単行本未収録           |
| あいさつ。                           | 1999年 | 小学館           | トカイモン―トウキョウワカモノブック | 単行本未収録           |
| m                                    | 2001年 | プレビジョン     | Spoon.                              | 日本の兄弟             |
| べんち                               | 2002年 | 小学館           | 青い春 ビジュアルシネブック         | 日本の兄弟             |
| タムラ                               | 2003年 | 小学館           | 月刊IKKI                            | ピンポン フルゲームの1 |
| 三重県の少年。                       | 2002年 | 飛鳥新社         | adidas MANGA FEVER                  | 単行本未収録           |
| 勘吉                                 | 2006年 | 飛鳥新社         | JAPON                               | 単行本未収録           |
| 犬は何と鳴く                         | 2010年 | 小学館           | ビッグコミックスピリッツ            | 単行本未収録           |
| ささやかな旅                         | 2014年 | 玄光社           | 松本大洋＋ニコラ・ド・クレシー      | 単行本未収録           |
| 5時間目のブラックジャック            | 2016年 | 朝日新聞出版     | マンガのDNA                         | 単行本未収録           |
| 親父衆                               | 2015年 | 集英社           | ジャンプ改                          | 親父衆                 |
| MUJICA NOSTRA                        | 2015年 | 集英社           | グランドジャンプ                    | 単行本未収録           |
| アシロ                               | 2015年 | 小学館           | 月刊IKKI                            | ナンバー吾普及版第1巻  |
| エガミさん                           | 2015年 | フィルムアート   | 漫画編集者                          | 単行本未収録           |
| 東京の青猫                           | 2021年 | 小学館           | もしも、東京                        | 単行本未収録           |

### 絵本
| 題名           | 共同制作者 | 発売年 | リリース                         |
| -------------- | ---------- | ------ | -------------------------------- |
| かないくん     | 谷川俊太郎 | 2014年 | 東京糸井重里事務所、ほぼ日の絵本 |
| 「いる」じゃん | 工藤直子   | 2017年 | スイッチ・パブリッシング         |
| こんとん       | 夢枕獏     | 2019年 | 偕成社                           |

### 装丁、挿絵
| 作品                                     | 著者     | 年     | リリース                           |
| ---------------------------------------- | -------- | ------ | ---------------------------------- |
| 八月の金貨                               | 山中恒   | 1992年 | あかね書房、あかね創作文学シリーズ |
| こどものころにみた空は                   | 工藤直子 | 2001年 | 理論社                             |
| 自棄っぱちオプティミスト                 | キリンジ | 2010年 | パルコ                             |
| ボールのようなことば。                   | 糸井重里 | 2012年 | 東京糸井重里事務所、ほぼ日文庫     |
| ふたつめのボールのようなことば。         | 糸井重里 | 2015年 | 東京糸井重里事務所、ほぼ日文庫     |
| TRIBUTE TO OTOMO                         | 大友克洋 | 2017年 | 講談社                             |
| ドエクル探検隊                           | 草山万兎 | 2018年 | 福音館書店、福音館創作童話シリーズ |
| みっつめのボールのようなことば。         | 糸井重里 | 2018年 | 東京糸井重里事務所、ほぼ日文庫     |
| 「作家」と「魔女」の集まっちゃった思い出 | 角野栄子 | 2019年 | KADOKAWA                           |
| スター・ウォーズ トリビュート画集        |          | 2019年 | 講談社                             |
| ひととき小説                             |          | 2021年 | 日本たばこ産業                     |
| 月と散文                                 | 又吉直樹 | 2023年 | KADOKAWA                           |

### デザイン
- 劇場アニメ『犬王』キャラクター原案

## 作品の映像化
- ピンポン（2002年、実写映画。監督：曽利文彦、脚本：宮藤官九郎、主演：窪塚洋介）
- 青い春（2002年、実写映画。監督：豊田利晃、主演：松田龍平）
- リボルバー 青い春（2003年、実写オリジナルビデオ、監督：渡辺武、主演：玉木宏）
- 鉄コン筋クリート（2006年、アニメーション映画、監督：マイケル・アリアス、制作：STUDIO 4℃）
- ピンポン THE ANIMATION（2014年、テレビアニメーション、監督：湯浅政明、制作：タツノコプロ）